# Barbara Karinska

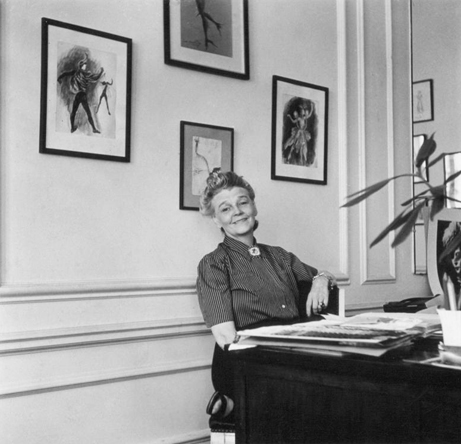
Barbara Karinska (1939)

Barbara Karinska, geboren Schmudska (ukrainisch Варвара Андріївна Жмудська Warwara Andrijiwna Schmudska; * 3. Oktober 1886 in Charkow, Russisches Kaiserreich; † 18. Oktober 1983 in New York City, New York), war eine oscarprämierte ukrainisch-amerikanische Kostümbildnerin für Filme, Ballett und Musicals.

## Biografie

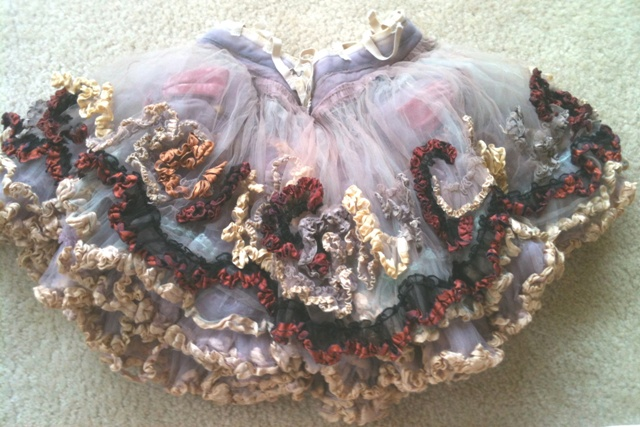
Powder-Puff-Tutu, entworfen von Barbara Karinska für Western Symphony des New York City Ballets

Barbara Karinska wurde als Warwara Andrijiwna Schmudska in Charkow geboren. Sie war das dritte von zehn Kindern des reichen Textilhändlers und Lokalpolitikers Andrij Jakowlewitsch Schmudski und seiner Frau, einer Philanthropin. Karinska studierte ab 1906 Jura an der Universität von Charkow, machte jedoch keinen Abschluss. 1908 heiratete sie Oleksandr Mojseєnko, mit dem sie die Tochter Irina/Irène hatte. Nach dessen frühzeitigem Tod 1909 heiratete sie den Anwalt Nikolai Sergeewitsch Karinsky (1873–1948). 1915 zog die Familie nach Moskau. Nach der Oktoberrevolution musste Karinskas Mann fliehen. Karinska blieb in Russland und ließ sich von ihrem Mann in Abwesenheit scheiden. 1921 heiratete sie Wladimir Mamontow. Sie eröffnete ein Mode- und Hutgeschäft, stellte ihre künstlerischen Arbeiten in Galerien aus und lehrte Stickerei. 1924 floh auch Karinska mit ihrer Tochter über Berlin und Brüssel nach Paris, wo sie schnell Zugang zu avantgardistischen Kreisen fand.
Im Auftrag des Ballets Russe de Monte Carlo setzte sie 1932 Christian Bérards Entwürfe für George Balanchines Cotillon um; Balanchine und Karinska verband ab diesem Moment eine lebenslange Zusammenarbeit. Zeitgleich setzte sie auch Kostümentwürfe unter anderem von Salvador Dalí, Marc Chagall, und Eugene Berman um. 1936 zog Karinska nach London, wo sie Ballett- und Revue-Kostüme nach Entwürfen von Cecil Beaton und André Derain umsetzte. 1938 zog Karinska nach New York City, wo sie weiterhin eng mit Balanchine zusammenarbeitete, aber auch Kostüme für zahlreiche Broadway-Musicals entwarf, als erstes für Too Many Girls. Anfang der 1940er Jahre begann sie als Kostümbildnerin bei Filmproduktionen zu arbeiten und wirkte erstmals 1940 in Das verlorene Paradies von Abel Gance bei der Erstellung eines Films mit.
Zusammen mit Dorothy Jeakins erhielt sie 1949 den Oscar für das beste Kostümdesign in dem Farbfilm Johanna von Orleans (1948) von Victor Fleming. Bei der Oscarverleihung 1953 war sie gemeinsam mit Antoni Clavé und Mary Wills für das beste Kostümdesign in dem Farbfilm Hans Christian Andersen und die Tänzerin (1952) von Charles Vidor nominiert.
Weitere bekannte Filme mit von ihr entworfenen Kostümen waren Blau ist der Himmel (1946) von Stuart Heisler sowie Der Pirat (1948) von Vincente Minnelli.

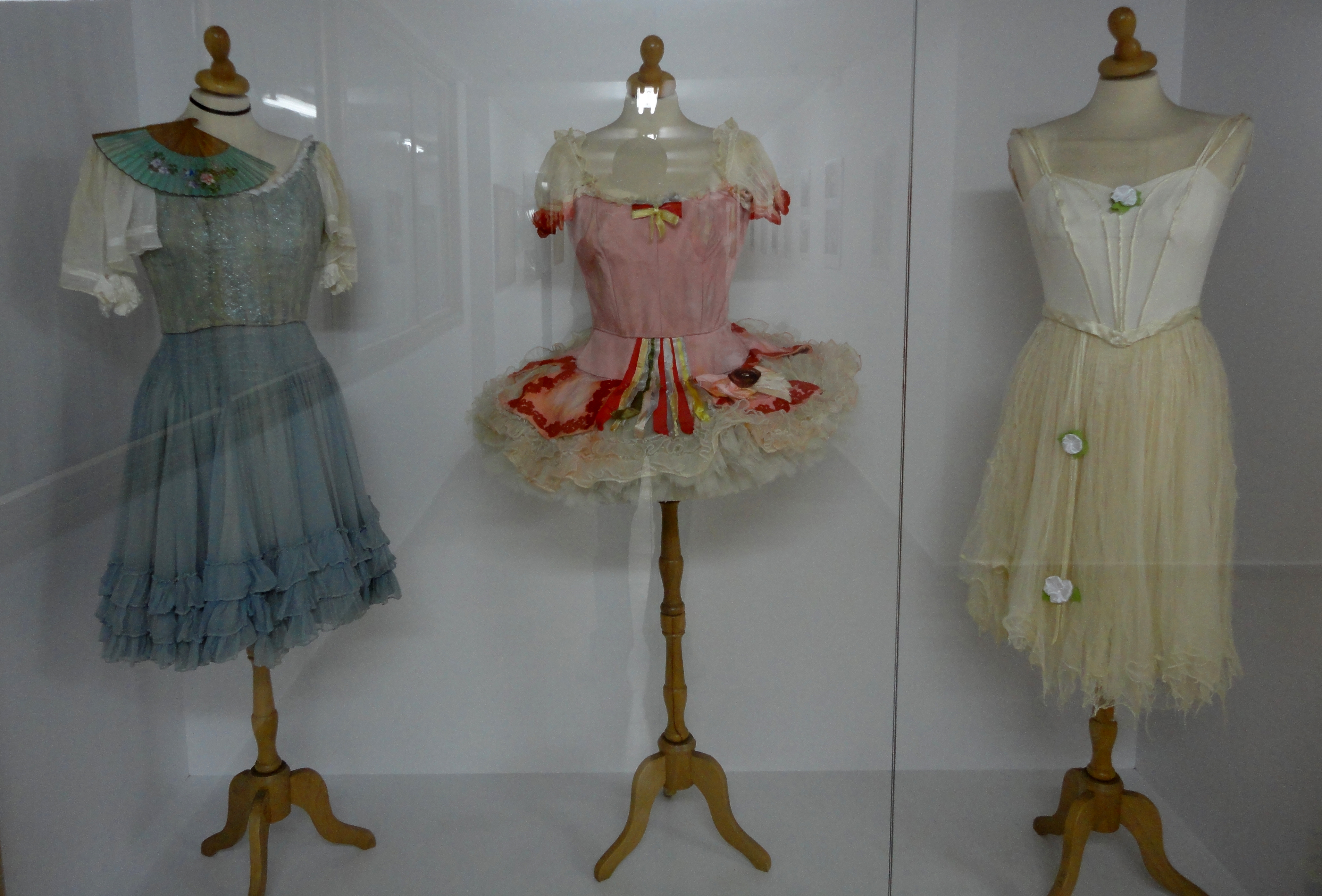
Kostümentwürfe für Coppelia und Gisele von Barbara Karinska

Große Erfolge hatte sie darüber hinaus als Kostümbildnerin des New York City Ballet, für dessen Aufführung von Bourrée Fantasque (1949) sie erstmals eigene Kostüme entwarf. Sie erfand das Puderquasten-Tutu, ein weich fallendes Tutu aus mehreren Tüllschichten, das in der Ballettwelt das steife Pfannkuchen-Tutu ablöste. Auch ihre knielangen Chiffon-Kleider für Balanchines Allegro brillante (1956) gelten bis heute als Klassiker der Ballettkostümmode, ebenso wie ihre Bodysuits im Diagonalschnitt. Als einzige Kostümbildnerin überhaupt gewann sie 1962 für ihre Kostüme „von sichtbarer Schönheit für den Betrachter und vollständiger Wonne für die Tänzer“ den Capezio Dance Award. George Balanchine würdigte Barbara Karinska einmal mit den Worten:
„There is Shakespeare for literature, Karinska for costumes.“ (Es gibt Shakespeare für die Literatur, Karinska für Kostüme.)
Neben Balanchine arbeitete Karinska unter anderen auch mit Michel Fokine, Bronislava Nijinska, Léonide Massine, Frederick Ashton und Jerome Robbins. Ihre letzten Lebensjahre verbrachte Karinska in Great Barrington, Massachusetts und Domrémy in Frankreich. Sie starb 1983 in New York City.